# Can-linn
Can-linn är en irländsk musikgrupp.

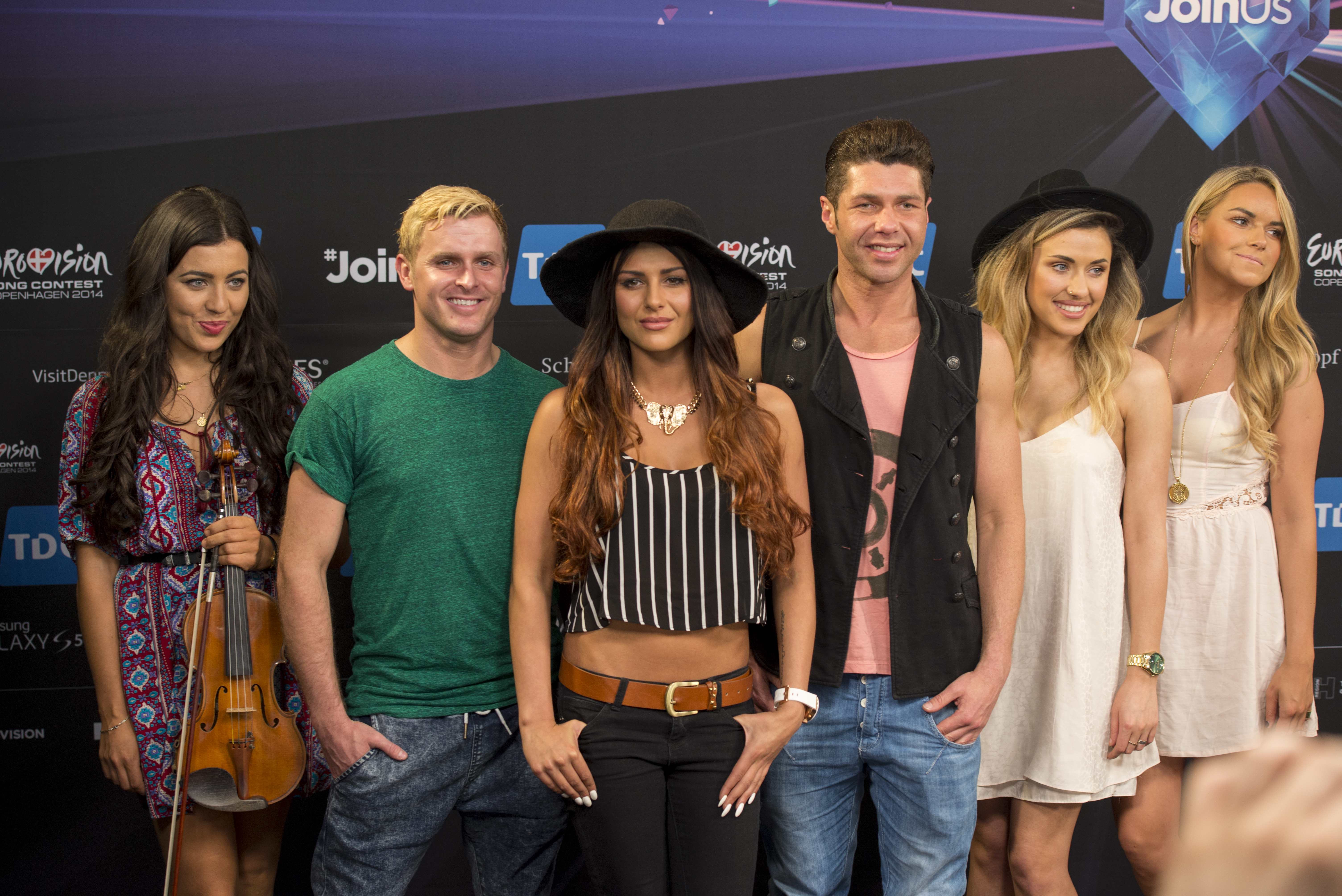
Can-linn och Kasey Smith i samband med Eurovision Song Contest 2014.

Tillsammans med sångerskan Kasey Smith representerar gruppen Irland i Eurovision Song Contest 2014 i Köpenhamn med låten Heartbeat.